# Bupleurum rigidum
Bupleurum rigidum är en flockblommig växtart som beskrevs av Carl von Linné. Bupleurum rigidum ingår i släktet harörter, och familjen flockblommiga växter.

## Underarter
Arten delas in i följande underarter:
- B. r. paniculatum
- B. r. rigidum

## Bildgalleri

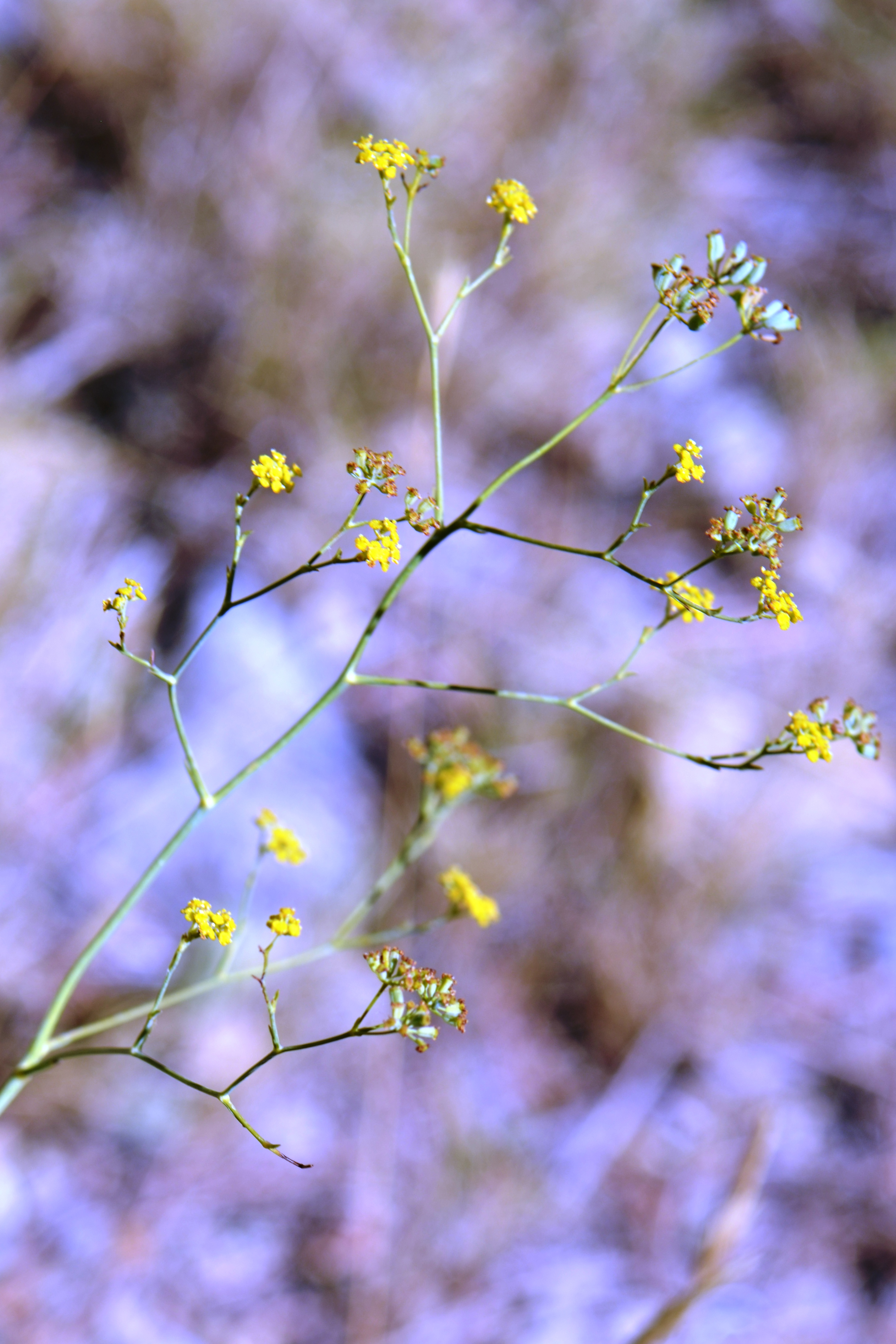
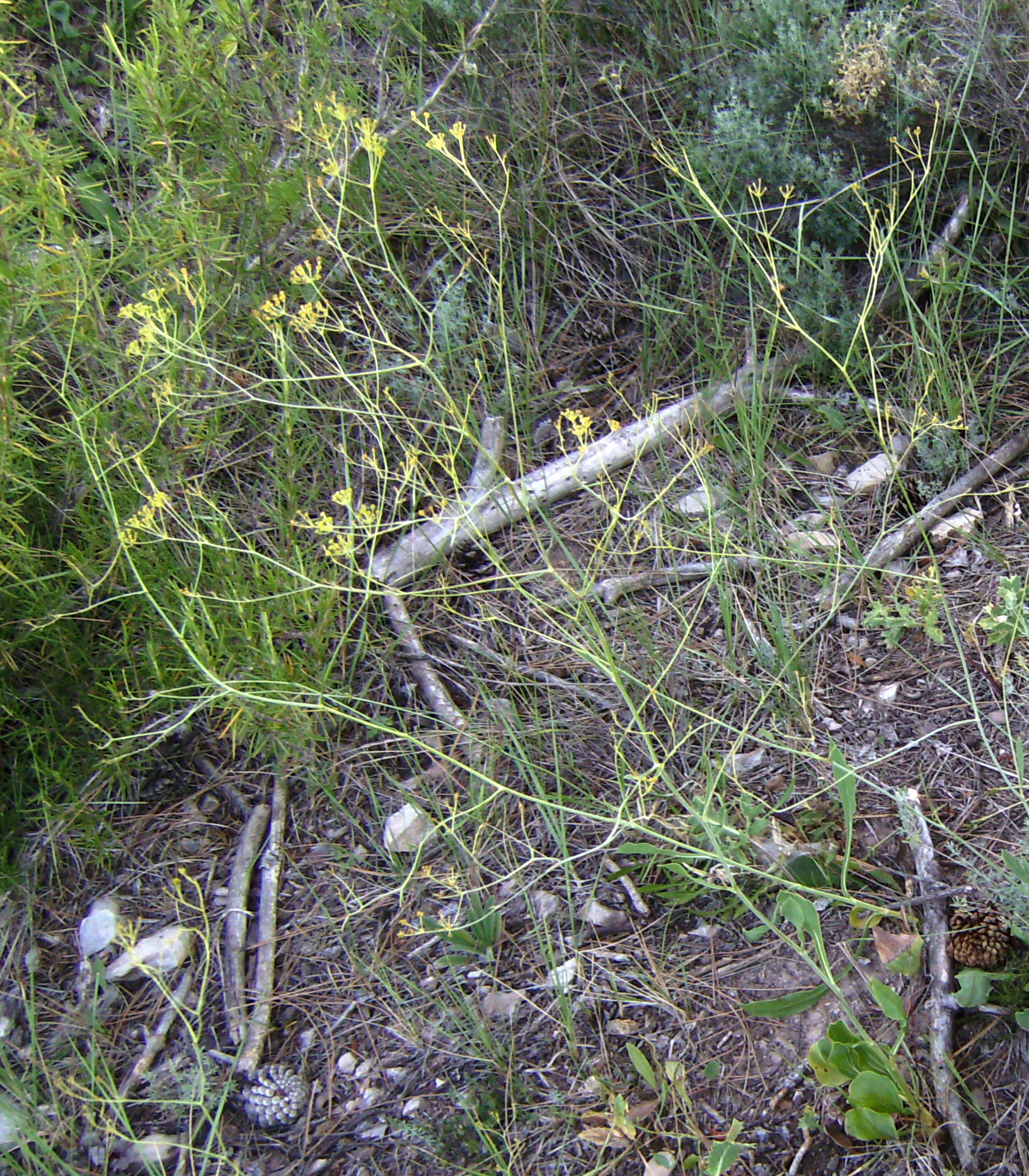